# György Tumpek
György Tumpek   (Budapest, 27 de gener de 1929 - Szigethalom, 21 de desembre de 2022) fou un nedador hongarès, especialista en papallona, que va competir durant la dècada de 1950.
El 1956 va prendre part en els Jocs Olímpics d'Estiu de Melbourne, on va guanyar la medalla de bronze, rere William Yorzyk i Takashi Ishimoto, en els 200 metres papallona del programa de natació.
En el seu palmarès també va destacar una medalla d'or i una de plata al Campionat d'Europa de natació de 1954 i 1958 També guanyà sis campionats nacionals dels 100 metres papallona, tres dels 200 metres papallona i tres dels 4x100 metres estils. Un cop retirat, exercí d'entrenador durant més de vint anys.